# Alfabeto internacional de transliteración sánscrita
El Alfabeto Internacional de Transliteración Sánscrita o AITS (del inglés International Alphabet of Sanskrit Transliteration, IAST) es un popular sistema de transliteración que permite la romanización de escrituras índicas con poca pérdida de información.
El AITS es el sistema más popular de romanización del sánscrito y el pali. Se suele utilizar en publicaciones impresas, especialmente en libros sobre temas en sánscrito y pali antiguos vinculados con las religiones de la India. Con la creciente disponibilidad de fuentes Unicode, se está extendiendo también entre los textos electrónicos.
El AITS se basa en un estándar establecido por el Congreso Internacional de Orientalistas de Ginebra en 1894. Permite la transliteración del devanagari (y otras escrituras índicas como la escritura sharada), y como tal no solo representa los fonemas del sánscrito sino que permite una transcripción esencialmente fonética. La única dificultad que surge esporádicamente es marcar vocales largas tónicas (ya que algunos autores no siempre colocan el acento ortográfico «´» sobre el macrón «¯»).
La romanización de la Biblioteca Nacional de Calcuta, ideada para la romanización de todas las escrituras índicas, es una extensión del AITS.

## Inventario de símbolos y convenciones del AITS
A continuación se indica el inventario de símbolos del AITS (tanto minúsculas como mayúsculas) junto con sus equivalentes en devanagari y en AFI (válido para el sánscrito; para el hindi hay pequeños cambios fonológicos):

| अ [ə] a A | आ [ɑː] ā Ā | इ [i] i I | ई [iː] ī Ī | उ [u] u U | ऊ [uː] ū Ū | ऋ [ɹ̩] ṛ Ṛ | ॠ [ɹ̩ː] ṝ Ṝ | ऌ [l̩] ḷ Ḷ | ॡ [l̩ː] ḹ Ḹ | vocales |

| ए [eː] e E | ऐ [aːi] ai Ai | ओ [oː] o O | औ [aːu] au Au | diptongos |

| अं [ⁿ] ṃ Ṃ | anusvara |
| अः [h] ḥ Ḥ | visarga  |

| velares      | palatales    | retroflejas  | dentales     | labiales     |                            |
| क [k] k K    | च [c] c C    | ट [ʈ] ṭ Ṭ    | त [t̪] t T    | प [p] p P    | sordas                     |
| ख [kʰ] kh Kh | छ [cʰ] ch Ch | ठ [ʈʰ] ṭh Ṭh | थ [t̪ʰ] th Th | फ [pʰ] ph Ph | sordas aspiradas           |
| ग [g] g G    | ज [ɟ] j J    | ड [ɖ] ḍ Ḍ    | द [d̪] d D    | ब [b] b B    | sonoras                    |
| घ [gʰ] gh Gh | झ [ɟʰ] jh Jh | ढ [ɖʰ] ḍh Ḍh | ध [d̪ʰ] dh Dh | भ [bʰ] bh Bh | sonoras aspiradas          |
| ङ [ŋ] ṅ Ṅ    | ञ [ɲ] ñ Ñ    | ण [ɳ] ṇ Ṇ    | न [n] n N    | म [m] m M    | nasales                    |
|              | य [j] y Y    | र [r] r R    | ल [l] l L    | व [ʋ] v V    | semivocales                |
|              | श [ɕ] ś Ś    | ष [ʂ] ṣ Ṣ    | स [s] s S    |              | sibilantes                 |
| ह [ɦ] h H    |              |              |              |              | fricativas glotales sordas |

Nota: A diferencia de las romanizaciones basadas únicamente en ASCII como ITRANS o Harvard-Kyoto, los signos diacríticos usados en el AITS permiten las mayúsculas en los nombres propios. Las versiones mayúsculas de las letras que nunca se dan al comienzo de una palabra (Ṇ Ṅ Ñ Ṝ) se utilizan solo en contextos gramaticales (véase «Panini»), donde el convenio es escribir los sonidos IT en mayúsculas.

## Comparación con ISO 15919
En su mayoría, el AITS está contenido en el ISO 15919. Las siguientes cinco excepciones se deben a la ampliación del estándar ISO con un repertorio adicional de símbolos que permiten transliteraciones del devanagari y otras escrituras índicas tal y como se usan en lenguas distintas al sánscrito.
| Devanagari | AITS | ISO 15919 | Comentarios                       |
| ---------- | ---- | --------- | --------------------------------- |
| ए/ े        | e    | ē         | la e ISO representa ऎ/ ॆ.          |
| ओ/ो         | o    | ō         | la o ISO representa ऒ/ॊ.           |
| ं           | ṃ    | ṁ         | la ṃ ISO representa la ੰ gurmukhi. |
| ऋ/ ृ        | ṛ    | r̥         | la ṛ ISO representa ड़ /ɽ/.        |
| ॠ/ ॄ        | ṝ    | r̥̄         | por coherencia con la r̥.          |